# Selena (Nederlandse zangeres)
Selena (Malden, 9 augustus 1965), geboren als Sabina Quack, is een Nederlandse zangeres. In 1989 verscheen haar debuutalbum Timebomb. Ze had succes in Nederland met haar singles "Shotgun", "Timebomb" en "So Far Away", waarvoor ook video's werden gemaakt. Haar laatste album Timebomb is geschreven en geproduceerd door het duo Marco Roosink en Nico Verrips.
Ook in andere Europese landen scoorde ze hits met deze nummers. Na enkele minder goed verkochte singles beëindigde Selena haar zangcarrière.

## Loopbaan na zangcarrière
Brons-Quack maakt keramische beelden, en werkte voor de door haar man David Brons opgerichte The Matrixx.

## Discografie

### Albums
| Album met eventuele hitnotering(en) in de Nederlandse Album Top 100 | Datum van verschijnen | Datum van binnenkomst | Hoogste positie | Aantal weken | Opmerkingen |
| ------------------------------------------------------------------- | --------------------- | --------------------- | --------------- | ------------ | ----------- |
| Timebomb                                                            | 1989                  | 29-04-1989            | 62              | 5            |             |

### Singles
| Single met eventuele hitnotering(en) in de Nederlandse Top 40 | Datum van verschijnen | Datum van binnenkomst | Hoogste positie | Aantal weken | Opmerkingen              |
| ------------------------------------------------------------- | --------------------- | --------------------- | --------------- | ------------ | ------------------------ |
| Shotgun                                                       | 1988                  | 09-04-1988            | 17              | 7            | #26 in de Single Top 100 |
| So Far Away                                                   | 1988                  | 24-09-1988            | 37              | 3            | #30 in de Single Top 100 |
| Timebomb                                                      | 1989                  | 22-04-1989            | 30              | 3            | #43 in de Single Top 100 |
| And My Heart Beats                                            | 1989                  | -                     |                 |              | #66 in de Single Top 100 |
| Time After Time                                               | 1990                  | -                     |                 |              | #78 in de Single Top 100 |

- Gemeinsame Normdatei: 134597842
- MusicBrainz: 04b97d63-b900-4e2e-92dc-a4331ddc95a6
- Virtual International Authority File: 79688728
- WorldCat: E39PBJy8v7k6VmxxPBD68x8wG3